# Le Réseau de la liberté
Pour plus de détails, voir Fiche technique et Distribution.
Le Réseau de la liberté (en espagnol : Red de libertad) est un film historique espagnol sorti en 2017, réalisé par Pablo Moreno.

## Synopsis
Une religieuse, fille de la Charité, Hélène Studler, organise le sauvetage de près de 2 000 personnes, en France pendant la seconde Guerre mondiale.

## Fiche technique
- Titre français : Le Réseau de la liberté
- Titre espagnol original : Red de libertad
- Réalisateur : Pablo Moreno
- Scénario : Pablo Moreno
- Musique : Óscar Martín Leanizbarrutia[1]
- Production : María Esparcia et Paco Pavón pour Contracorriente Producciones SLU
- Photographie : Rubén D. Ortega[1]
- Durée : 125 minutes
- Pays de production :  Espagne
- Année de sortie : 2017

## Distribution
Sauf indication contraire, les informations mentionnées dans cette section peuvent être confirmées par la base de données cinématographiques IMDb,  présente dans la section « Liens externes ».
- Assumpta Serna : sœur Hélène Studler[1]
- Pablo Santamaría : Othon[1]
- Ainhoa Aldanondo : Henriette
- Pablo Viña : Alfonse
- Marian Arahuetes : Suzette
- Gladys Balaguer : Sainte Louise de Marillac
- Lorena Berdún : Mme Giraud
- Carlos Pinedo : général Giraud[1]
- Javier Bódalo : Roger
- Fran Calvo : Mitterand
- Carlos Cañas : officier Hann
- Roberto Chapu : Boîte à clés[1]
- Juan Lombardero : M. Mimile
- Giulia Charm : Wanda
- Israel Criado : officier Albert
- Rodrigo Daza
- Antonio Reyes : officier Lorenés[1]
- Raúl Escudero : officier interprète
- Beatrice Fulconis : supérieure de Lyon
- Silvia García : sœur Cecilia
- Luisa Gavasa : sœur Luisa
- Juan Alberto López : Josef Bürckel
- Denis Rafter : saint Vincent[1]
- Jacobo Muñoz : docteur Loewenbruck[1]
- José María Rueda : médecin allemand[1]
- Gabriel Latorre : Monseigneur Heinz[1]
- Dani Gómez : M. Michele[1]
- Marta Romero : sœur Ángeles[1]
- Javier Bermejo : soldat entêté
- H. Alito Rogers : infirmier noir[1]
- Xiqui Rodríguez : geôlier[1]
- Antonio Ramos : Père Robert[1]
- Emilio Linder : soldat vétéran[1]
- Jerónimo Salas : Boris[1]
- Álex Tormo : Víctor[1]
- Chema Moro : garde allemand[1]
- Bárbara Rodríguez : deuxième femme, Mme Chardin[1]
- Marta Ruiz de Viñaspre : Mère Deq[1]
- Alberto Hernández : officier français prisonnier[1]
- Popy Vegas : sœur Ribes[1]
- Luis Heras : Cristian[1]

## Récompenses
- Médaille d'argent pour la meilleure musique de film et le meilleur compositeur à Oscar M. Leanizbarrutia lors des Global Music Awards de 2018[2]